# جون شيبرد (لاعب كرة قدم)
جون شيبرد (بالإنجليزية: John Shepherd)‏ هو لاعب كرة قدم بريطاني، ولد في 29 مايو 1932، وتوفي في 11 يونيو 2018. لعب مع نادي ميلوول.